# 伊号第九潜水艦
伊号第九潜水艦（いごうだいきゅうせんすいかん）は、日本海軍の潜水艦。普遍的には伊九型潜水艦（巡潜甲型）の1番艦とされているが、法令上は同級の2番艦。1943年（昭和18年）キスカ島付近で沈没。

## 艦歴
1937年（昭和12年）の第三次海軍補充計画（③計画）で計画され、呉海軍工廠で1938年（昭和13年）1月25日起工、1939年（昭和14年）5月20日進水、1941年（昭和16年）2月13日に竣工した。竣工と同時に横須賀鎮守府籍となり、第六艦隊第1潜水戦隊付属となった。
太平洋戦争開戦時は第六艦隊第1潜水戦隊に所属。1941年（昭和16年）11月21日、伊9は横須賀を出港。真珠湾攻撃ではオアフ島周辺海域を哨戒する。12月9日0840、カウアイ海峡で、北東へ20ノットで航行中のレキシントン級空母と重巡2隻、駆逐艦若干からなる機動部隊を伊6が視認したため、その捜索を行う。11日1340、北緯27度42分 東経147度38分 / 北緯27.700度 東経147.633度のオアフ島北東700浬地点付近で、糖蜜745トン、鉄屑300トンを積んで航行中に開戦したため、ハワイに戻ってきていた米貨物船ラハイナ（Lahaina、5,645トン）を発見。右舷船尾後方に浮上した後警告射撃を行った。これを受け、ラハイナは停止して救難信号を発信した後、放棄された。伊9は主砲弾25発を発射し、右舷側に8発、左舷側に4発命中させ、上部構造物を破壊した。翌12日、ラハイナの乗員が船に戻ったが、火災と浸水が激しく、食い止めることができなかった。その後ラハイナは爆発し、1230に左舷に転覆して沈没した。13日、哨戒区域を離れ、アメリカ西海岸沿岸における通商破壊作戦に参加するべく米本土西方沖に進出。19日にはブランコ岬沖に到達し哨戒を行う。22日には哨戒区域を離れ、グアダルーペ島周辺海域に進出。1942年（昭和17年）1月1日、クェゼリンに到着。
2月1日、クェゼリンはマーシャル・ギルバート諸島機動空襲を受けたため、伊9は米艦隊の捜索を行った。その後、同日中に伊9は出港し、7日にハワイ南方200浬地点付近に到達した。23日夜、真珠湾の航空偵察を行ったが、暗闇による視界不良により偵察に失敗。帰投してきた搭載機を揚収中に破損させてしまう。28日、伊9は哨戒区域を離れ、3月1日に第1次K作戦に参加するためウオッゼ島とフレンチフリゲート礁との中間地点に到着。4日、長波照射を行い二式飛行艇の誘導を行った。13日にはポイントM(北緯19度00分 東経174度20分 / 北緯19.000度 東経174.333度)で無線通信の中継を行った。21日、横須賀に到着。
5月15日、伊9は横須賀を出港。17日に大湊に到着。19日に大湊を出港し、キスカ島へ向かった。24日夜明け、キスカ島とアムチトカ島を航空偵察。26日0500、アダック島とカナガ島を航空偵察。6月6日からはアリューシャン列島周辺海域の哨戒を行う。8日からはコディアック島周辺海域を哨戒。6月15日、コディアック島の米軍施設を航空偵察。同日、伊9は商船2隻を攻撃したが、いずれも損傷を与えることができなかった。19日、北緯56度17分 西経146度46分 / 北緯56.283度 西経146.767度の地点で米陸軍輸送船ジェネラル・W・C・ゴルカス(General W. C. Gorgas、4,636トン)を発見。浮上砲戦により同船を撃破した。30日に哨戒区域を離れ、7月7日に横須賀に到着した。
8月15日、伊9は横須賀を出港し、23日にサンクリストバル島近海のA散開線に到達し、哨戒を行う。25日、第二次ソロモン海戦を終えたばかりの米機動部隊を護衛中の米駆逐艦グレイソン(USS Grayson, DD-435)は西南西12浬の地点で輸送船のマストらしきものを発見。2分後、それが潜水艦であると確認されたため、調査に向かう。その後、伊9もグレイソンを発見し潜航。1223、グレイソンが爆雷攻撃を開始するが、伊9はそれを回避。グレイソンの旋回半径の内側で舵をきった。その後再度グレイソンは爆雷攻撃を行ってきたが、伊9は深度61mの地点で急速旋回し、全速で離脱する。その後、米空母ワスプ(USS Wasp, CV-7)から発進したSBDドーントレスが、潜水艦を制圧するため海面に爆弾を投下。1329、グレイソンは爆雷を投下。伊9は4ノットで西に向かう。1347には再探知され、パターソン(USS Patterson, DD-392)が攻撃に参加する。1351、グレイソンは4回目の爆雷攻撃を行い、伊9は7ノットで西南西に向かう。グレイソンの5回目の爆雷攻撃で、伊9の至近で爆雷が爆発。伊9は水深134mの地点まで沈み、全ての照明が消えた他、前部燃料タンクの1つが破損して燃料漏れが発生。ポンプ1基が使用できなくなった。1418、パターソンが伊9を捜索するが、グレイソンの爆雷攻撃の影響で伊9を探知することができなかった。1438、モンセン(USS Monssen, DD-436)が攻撃に参加した。1440、バターソンはソナーで潜水艦を探知。数分後、バターソンは潜水艦が浮上していると報告する。その後、上空を飛ぶドーントレスがその場所に煙が上がるのを発見。パターソンとモンセンはそれぞれ1回ずつ爆雷攻撃を行った。その結果巨大な気泡と重油の帯が現れため、2隻は潜水艦を沈めたと判断してその場を去った。その2時間後、伊9は浮上。被害調査を行った結果、潜望鏡が2本とも動かせなくなっていたほか、無線機1基が使用不能となっていることがわかった。その後無線機の応急修理が完了。被害を報告した後、30日にトラック島に到着。特設工作艦浦上丸（福洋汽船、4,317トン）の修理を受ける。
修理完了後の9月8日、伊9はトラックを出港し、ガダルカナル島南東海域に向かった。15日には輸送船数隻を発見。23日、ガダルカナル南西200浬地点付近で、駆逐艦1隻の護衛がついた輸送船1隻を発見し、短時間追跡。10月1日には哨戒区域を離れ、6日にトラックに到着した。
16日、伊9はトラックを出港し、ソロモン諸島方面に向かった。11月4日、ヌーメアの飛行場と港を航空偵察し、空母1、巡洋艦3、小型船若干の在泊を確認する。12日にはエスピリトゥサント島を航空偵察するも、雲が厚く偵察に失敗。19日にはショートランドに到着して輸送物資の積み込みを行う。24日に弾薬と食糧32トンを積んでショートランドを出港。26日にカミンボに到着し、輸送物資を降ろした後出港。12月1日にトラックに到着した。
その後、伊9はトラックを出港し、1943年（昭和18年）1月2日、ショートランドに到着。4日、ゴム製の容器入りの食糧21トンを積んでショートランドを出港。6日にカミンボに到着し、輸送物資を降ろした後出港。8日にショートランドに到着した。10日、輸送物資を積んでショートランドを出港。12日にカミンボに到着するも、米魚雷艇の哨戒が厳しく、揚陸を断念し出港。14日にショートランドに到着した。16日、ドラム缶入りの輸送物資を積んでショートランドを出港。18日にカミンボに到着するも、米軍の警戒が厳しく潜航を余儀なくされたため揚陸を断念し出港。20日にショートランドに到着した。22日、120個のドラム缶に詰められた輸送物資18トンを積んでショートランドを出港。25日にカミンボに到着し、ドラム缶80個(輸送物資12トン)を海上に投棄するも、米魚雷艇の接近によりドラム缶の海上投棄を中止し出港。27日にショートランドに到着した。28日、ドラム缶に詰められた輸送物資を積んでショートランドを出港。30日にカミンボに到着し、全てのドラム缶を海上に投棄するも、それらはすべて米魚雷艇に発見されて破壊された。投棄完了後出港。2月1日にショートランドに寄港した後、4日にトラックに到着。5日に出港し、12日に横須賀に到着。20日には川崎重工業神戸造船所に回航されて修理を受ける。
5月13日、修理を終えた伊9は呉に移動。14日には呉を出港し、16日に横須賀に到着。23日には第1期キスカ島撤退作戦に参加するため横須賀を出港し、27日に幌筵に到着。29日、17トンの弾薬と2トンの食糧を積んで幌筵を出港。6月1日、アガッツ島近海のベーリング海で米駆逐艦に発見され、3時間ほど追跡を受ける。2日、キスカ島に到着して輸送物資を降ろした後、海軍兵士55名、陸軍兵士10名、軍属10名他79名を乗せて出港。8日に幌筵に到着して便乗者を降ろした。
10日、輸送物資を乗せて幌筵を出港していくのを最後に消息不明となる。
アメリカ側記録によると、13日1758、キスカ島近海を哨戒中の米駆逐艦フレイジャー(USS Frazier, DD-607)が6300m離れた位置にある光点をレーダーで探知。フレイジャーは濃い霧の中を20ノットで確認に向かい、まもなく潜航中の潜水艦をソナーで探知。2009には91mの距離で2本の潜望鏡を発見する。フレイジャーは潜望鏡に向かって砲撃を開始し、1発が潜望鏡1本に命中。それからすぐに爆雷攻撃を行った。その結果気泡と油、潜水艦のものと思われる破片が浮かんでくるのを確認したが、潜水艦を沈めたことを確実にするため爆雷投下をさらに2回行い、潜水艦を撃沈した。これが伊9の最期の瞬間であり、艦長の藤井明義大佐以下乗員101名全員戦死。沈没地点はキスカ島シリウス岬東方15浬地点付近、北緯52度08分 東経177度38分 / 北緯52.133度 東経177.633度。
6月15日にキスカ島付近で沈没と認定され、8月1日に除籍された。
撃沈総数は1隻で、撃沈トン数は5,645トンである。撃破総数は1隻で、撃破トン数は4,636トンである。

## 潜水艦長
艤装員長
1. 南里勝次 中佐：1940年7月26日[2] - 1940年11月25日[3]
2. （臨時）加藤良之助 中佐：1940年11月25日[3] - 1940年12月20日[4]
3. 大山豊次郎 中佐：1940年12月20日[4] - 1941年1月15日[5]

潜水艦長
1. 大山豊次郎 中佐：1941年1月15日[5] - 1941年7月31日[6]
  1. （代理）上野利武 少佐：1941年2月28日 - 1941年3月3日[7] （本職：伊号第九潜水艦水雷長）
2. 藤井明義 中佐/大佐：1941年7月31日[6] - 1943年6月15日 戦死認定、同日付任海軍少将[8]